# 对马耳蕨
对马耳蕨（学名：Polystichum tsus-simense）也称小羽对马耳蕨，为鳞毛蕨科耳蕨属下的一个种。

## 形態
對馬耳蕨為多年生常綠草本植物，高30至60厘米。根莖接近直立，禾稈色葉柄叢生，長15至30厘米；葉片披針形，長18至30厘米，寬8至15厘米，小葉片為不等邊的長矩圓形；有銳尖狀芒狀堅齒，葉面有光澤。孢子囊群分散生於葉緣和中肋之間，圓形，黑色，孢子囊群蓋盾形。

## 分佈
對馬耳蕨生長於陰暗山谷潮濕林、溪邊及竹林內。現時分佈於中國浙江、江西、廣東、貴州、湖北、四川、雲南、臺灣、西藏，以及韓國，日本，泰國等地。

## 用途
對馬耳蕨根部可供藥用，主治各種腫毒初起、乳癰。